# Tekel
Tekel är ett turkiskt tobaksföretag. Företaget nationaliserades 1925 från det franska bolaget "Regie Compagnie interessee des tabacs de l'empire Ottoman". Tekel utvecklades därefter till att bli den enda tillverkaren och distributören av alkohol och tobaksprodukter i Turkiet. Idag har företaget inte längre denna monopolställning, men de kontrollerar ännu all skatt och distribution av all alkohol och alla tobaksprodukter i landet. 2008 såldes företaget till British American Tobacco. 